# Bloomsbury

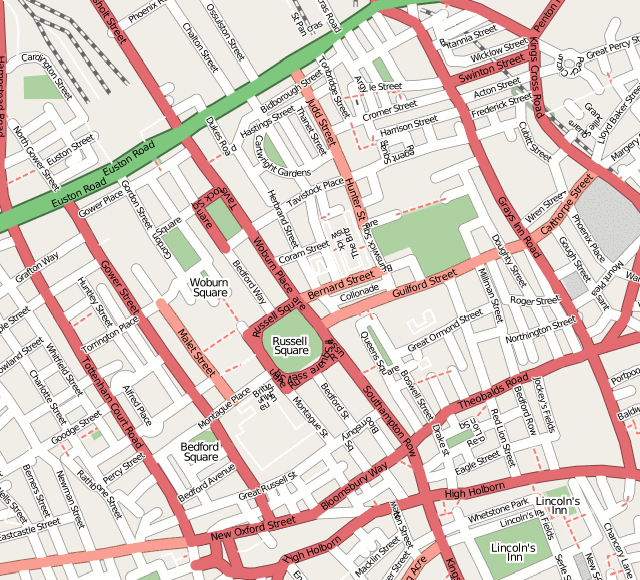
Bản đồ quận Bloomsbury – nhấp vào để phóng to

Bloomsbury là một khu vực trung tâm Luân Đôn, nằm giữa Đường Euston và Holborn, phát triển từ gia đình Russell trong thế kỷ 17 và 18 để trở thành một khu định cư thời trang. Khu vực này nổi tiếng vì những hàng quảng trường công viên cùng nhiều viện chăm sóc sức khỏe, giáo dục và văn hóa.